# كلوستريديوم اللحم البارد
مطثية اللحم البارد أو كلوستريديوم اللحم البارد (الاسم العلمي:Clostridium frigidicarnis) هي نوع من البكتيريا تتبع جنس المطثية من فصيلة نظيرات المطثية.